# Olga Plümacher

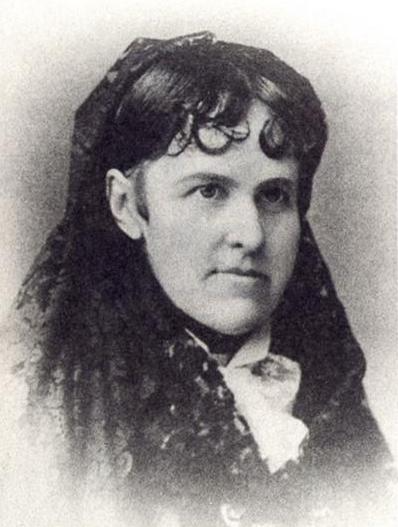
Olga Plümacher

Olga Marie Pauline Plümacher (geborene Hünerwadel; * 27. Mai 1839 in Zarizyn; † 15. Juni 1895 in Beersheba Springs) war eine in Russland geborene schweizerisch-US-amerikanische Philosophin. Sie beschäftigte sich mit den Philosophien der deutschen Philosophen Arthur Schopenhauer und Eduard von Hartmann und veröffentlichte drei Bücher, die zur Pessimismuskontroverse in Deutschland beitrugen. Ihr Buch über die Geschichte des philosophischen Pessimismus, Der Pessimismus in Vergangenheit und Gegenwart, war einflussreich auf Friedrich Nietzsche und Samuel Beckett.

## Leben
Olga Plümacher wurde am 27. Mai 1839 in Russland geboren. Sie war die Tochter von Gottlieb Samuel Hünerwadel und Adelheid Hünerwadel (ihrer Cousine). Die Familie zog in die Schweiz, wo ihr Vater ein Stahlwerk leitete und sich später nach Zürich zurückzog, wo Hünerwadel aufwuchs. Die Schulzeit verbrachte sie in Riesbach. Sie heiratete 1863 einen deutschen Seekapitän, Eugen Hermann Plümacher, der später als US-Konsul in Venezuela arbeitete. Das Paar hatte zwei Kinder. Plümacher hatte keine formale Universitätsausbildung.
Plümacher war mit einer ehemaligen Klassenkameradin befreundet, die die Mutter des deutschen Dramatikers Frank Wedekind war und ihn in die Philosophien von Arthur Schopenhauer und Eduard von Hartmann einführte, deren Anhänger Plümacher war; sie wurde als Wedekinds „philosophische Tante“ bezeichnet.
Plümacher wanderte später mit ihrer Familie in die Vereinigten Staaten aus und lebte in Beersheba Springs, Tennessee, wo sie in Deutschland drei Bücher veröffentlichte, die sich mit den Philosophien von Schopenhauer und von Hartmann auseinandersetzten: Der Kampf um’s Unbewusste, Zwei Individualisten der Schopenhauer’schen Schule und Der Pessimismus in Vergangenheit und Gegenwart. Diese Werke machten Plümacher zu einer bedeutenden Figur innerhalb der Pessimismus-Kontroverse in Deutschland. Der Pessimismus in Vergangenheit und Gegenwart war einflussreich auf Friedrich Nietzsche, dessen persönliches Exemplar er durchgehend kommentierte.
Plümacher veröffentlichte auch mehrere Artikel über Psychologie, Philosophie und Metaphysik in verschiedenen deutschen Zeitschriften, ausserdem veröffentlichte sie einen Artikel über Von Hartmann auf Englisch in der Oxford-Zeitschrift Mind.
Plümacher starb 1895 in Beersheba Springs, Tennessee.

## Wirkung
Samuel Beckett las Der Pessimismus in Vergangenheit und Gegenwart zum ersten Mal um 1938: Sein intensives Interesse an dem Buch führte dazu, dass er es durchgehend mit Anmerkungen versah und leere Seiten für zusätzliche Notizen einfügte.
Plümacher wurde mit Agnes Taubert verglichen, einer anderen weitgehend vergessenen deutschen Philosophin, die ebenfalls eine grosse Rolle in der Pessimismus-Kontroverse spielte, sowie mit der deutsch-amerikanischen Philosophin Amelie J. Hathaway.
Rolf Kieser, Germanistikprofessor an der State University of New York, veröffentlichte 1990 eine Biografie über Plümacher: Olga Plümacher-Hünerwadel, eine gelehrte Frau des neunzehnten Jahrhunderts.
An Plümacher wurde in der Ausgabe 2022 des British Journal for the History of Philosophy mit dem Titel Lost Voices: Women in Philosophy 1870-1970 erinnert.

## Publikationen

### Bücher
- Der Kampf um’s Unbewusste. Carl Duncker’s Verlag (C. Heymons), Berlin 1881 (archive.org [abgerufen am 19. August 2023]).
- Zwei Individualisten der Schopenhauer’schen schule. L. Rosner, Wien 1881 (archive.org [abgerufen am 19. August 2023]).
- Der Pessimismus in Vergangenheit und Gegenwart. Geschichtliches und Kritisches. Georg Weiss, Heidelberg 1888 (archive.org [abgerufen am 19. August 2023]).

### Artikel
- Pessimism. In: Mind. 4. Jahrgang, Nr. 13, 1879, ISSN 0026-4423, S. 68–89, doi:10.1093/mind/os-4.13.68 (englisch, archive.org).
- [Olga Plümacher]: Die Philosophie des Unbewussten und ihre Gegner. In: Unsere Zeit. 15 (1879), S. 321–346.[23]
- Rubinrote Himmelsfärbung. In: Das Ausland, 58 (1885) 5, S. 99–100.[24]
- Pfahlbauten im Rhein. In: Das Ausland, 58 (1885) 11, S. 218–219.[25]
- Das Verhältnis von Tugend und Glück in seiner geschichtlichen Entwicklung. In: M. H. Conrad: Die Gesellschaft. Band 2, 1886, S. 31–34[26]
- Der Salemer Hexenprozess. Eine Erinnerung an alte böse Zeiten. In: Sphinx, 3 (1887) 16, S. 231–235.[27]
- Etwas über die Goajira-Indianer. In: Das Ausland, 61 (1888) 3, S. 41–43.[28]
- Meister Eckhart. In: Zeitschrift für Philosophie und philosophische Kritik. 92 (1888), S. 176–212.[29]
- Das Cumberland-Plateau in Tennessee. In Das Ausland. 62 (1889) 2, S. 902–904[30], S. 932–935[31], S. 971–973[32].
- Anregung psychologischer Experimente zur Ergründung des Mediumismus. In: Spinx, 7 (1889) 38, S. 90–93.[33]
- Abermals ein Spukbericht. In: Sphinx, 7 (1889) 41, S. 314–314.[34]
- Die Quellenfindung mit der Wünschelrute. In: Sphinx, 8 (1889) 44, S. 119–121.[35]
- Praktische Metaphysik in Amerika – Ein Beitrag zur Suggestionstherapie. In: Sphinx,  8 (1889) 46, S. 245–249.[36]
- Mehr als die Schulweisheit träumt – Ein sinnbildlicher Wachtraum. In: Sphinx, 12 (1892) 75, S. 273.[37]
- Hartmanns Pessimismus – Eine Anzeige. In Sphinx, 14 (1892) 79, S. 268–271.[38]
- Die theosphische Weltanschauung und die Philosophie des Unbewussten. In: Sphinx. 14 (1892) 80, S. 289–301.[39]
- Der Begriff des Absoluten – Eine Anzeige. In: Sphinx, 15 (1893) 84, S. 256–360.[40]
- Frühlings Erwachen – Für Väter und Erzieher. In: Sphinx, 16 (1893) 85, S. 76–80.[41]
- Gottesdienste. In: Sphinx, 17 (1893) 93, S. 341–347.[42]
- A rent of the Veil of Maya from a letter to Frank Wedekind, 1884 June 30. In: Beersheba Springs, A History. 2010, S. 146.[43]